# Fortunato Depero
Fortunato Depero (Fondo, 30 de març de 1892 – Rovereto, 29 de novembre de 1960) va ser un pintor, escultor i publicista italià.

## Biografia

### De Rovereto a Roma
Neix l'any 1892 a Fondo, (Val di Non), encara molt jove Depero es trasllada a Rovereto (a l'època en què la ciutat era territori de l'Imperi Austrohongarès). Allà estudia a l'Scuola reale elisabettina, un institut d'art molt concorregut pels artistes que aviat seran protagonistes de la vida cultural italiana del segle xx.

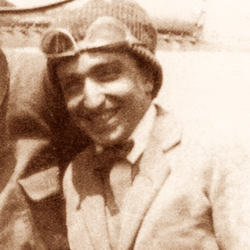
Fortunato Depero a 1922

Per a la ciutat de Rovereto són anys difícils, perquè encara estan sota el domini austríac, hi ha molts moviments annexionistes vers Itàlia. El 1908 prova la seva inscripció a l'Acadèmia de Belles Arts de Viena, però va ser rebutjat, així el 1910 se'n va a treballar a Torí com a decorador a l'Exposició Internacional. Al seu retorn a Rovereto treballa per un picapedrer, ocupant-se de fer làpides funeràries. Depero, es queda molt atret per l'escultura, cosa que caracteritzarà la seva obra futura. Aquesta passió seva per les arts plàstiques la retrobarem en la seva pintura, "prepotentment" volumètrica i massissa, però és convenient recordar que al seu inici Depero es presentava com a escultor.
A la llibreria Giovannini exposa dos cops (1911 i 1913) alguna de les seves obres. També el 1913 publica el seu primer llibre, "Spezzature", un recull de poesia i pensaments il·lustrats amb dibuixos. Al desembre del 1913 es queda molt impressionat per l'exposició d'Umberto Boccioni a Roma, on coneix molts dels seus "ídols", com Giacomo Balla i Filippo Tommaso Marinetti. Per mitjà del galerista Sprovieri aconsegueix exposar, sempre a Roma, a l'"Esposizione Libera Futurista Internazionale", (la primera exposició del Futurisme) a la primavera del 1914, on es compararà amb noms ja prestigiosos.
Torna al Trentino per preparar una exposició a Trento, però li comuniquen l'inici de la Primera Guerra Mundial, per això es trasllada a Roma. És alumne de Giacomo Balla i aconsegueix entrar en el cercle del primer grup futurista. El 1915 junt a Balla signa un manifest que serà fonamental: "Ricostruzione Futurista dell'universo", on Balla i Depero s'autoproclamen abstractes futuristes amb una lloança a l'univers, acolorit i brillant.
El 1915 Depero participa en els moviments annexionistes i marxa al front, però es posa malalt i torna canviat.

### Teatre d'avantguarda i Casa de l'Art
Tornant de la guerra, es prepara per una exposició el 1916. L'obra de Depero potser influïda per Giacomo Balla, dona més protagonisme a la unitat plàstica. Comença a més, a compondre cançons "rumoriste" (amb efectes sonors) i poesies "onomalinguistiche”. L'any 1916 Umberto Boccioni escriu sobre Depero a la revista "Gli Avvenimenti".
A final d'any, coneix l'empresari dels famosos Ballets Russos, Serguei Diàghilev, que el visita al seu estudi junt al pintor Mikhail Fiodorovitx Larionov i al coreògraf e ballarí Léonide Massine i li encarrega fer els decorats i els vestits per "El cant del rossinyol", amb música de Stravinsky, que no podrà ser mai fet perquè Depero ha d'ajudar també a Picasso amb els vestits de "Parade".
El 1917 coneix el poeta suís Gilbert Clavel, amb el qual estableix una relació d'amistat i de treball. És hoste a la seva casa de Capri, i il·lustra per Clavel el seu llibre "Un istituto per suïcidi" amb dibuixos entre Futurisme i Expressionisme. Tot seguit junt amb Clavel realitzen el "Teatro Plastico", és a dir, interpretat per titelles, anomenat "Balli Plastici". L'espectacle pasa d'escenari en escenari i acaba finalment al Teatro dei Piccoli, a Roma (15 abril 1918), com una òpera d'avantguarda, ja sigui per la innovació en l'eliminació dels actors-ballarins, ja sigui per la música d'avantguarda composta per Béla Bartók, Gian Francesco Malipiero i altres.
Sempre durant l'estada a Capri crea els seus primers "arazzi" futuristes, in realitat mosaics de draps de colors. Són aquests els primers exemples de la transmigració de les seves invencions teatrals. Els seus autòmats i titelles es convertiran, de fet, amb el seu "leitmotiv", non sols sobre draps sinó també en les seves pintures, com un motiu dominant que anirà definint allò que avui és possible definir com "l'estil Depero".
Després d'una estada a Viareggio el 1918, Depero exposa a Milà el 1919, a la galeria Moretti, on Filippo Tommaso Marinetti reuneix el millor del Futurisme de la postguerra per rellançar el moviment.
Després de molt temps Depero retorna també a Rovereto, trobant-la destruïda per la guerra.
És aquí, que el 1919, funda la seva pròpia Casa d'Arte Futurista, on produirà manifests publicitaris, mobles i altres objectes, que serviran per decorar la casa moderna. Depero segueix compromès en el disseny d'objectes que tinguin una veritable utilitat a més de ser bonics estèticament. Un dels grans problemes de la casa d'art futurista, de fet, era que sovint sortien d'aquest lloc objectes tan avantguardistes que mai s'utilitzarien.

### Els anys vint i la publicitat
El 1920 li van sortir a Depero els més importants encàrrecs per part d'Umberto Notari, director de l'Ambrosiano i de l'agència publicitària "Le 3 I", una sèrie de manifests i dos grans tapissos.
L'any 1921 a Milà fa una exposició personal, que de seguit anirà a Roma, on inicia els treballs pel "Cabaret del diavolo". El 1922 és l'ocasió del "Winter Club" de Tori, exposició que per publicitar-la, fa servir per primer cop el llançament de fulletons des de l'avioneta de l'amic futurista Fedele Azari.
El 1923 pren part a la "I Biennale delle arti decorative dell'ISIA di Monza"; i el 1924 a Milà posa en escena el ballet mecànic "Anihccam del 3000", repetit a altres 20 ciutats italianes. És en aquest període que realitza les famoses armilles (Panciotti) futuristes, usades pels principals exponents del moviment.
El 1925 participa amb Balla i Trampolini, en una sala dedicada al Futurisme, a l'Exposició Internacional d'Arts Decoratives i Industrials Modernes de París. Aquesta exposició és molt important per Depero, perquè li dona l'oportunitat de conèixer molts expositors que l'animaran a provar l'aventura americana. Després d'una exposició personal a París, exposa a Nova York (on és osta per un curt període del pintor italià Lucillo Grassi), a Boston i a Chicago.
Finalment arriba a la Biennal de Venècia del 1926, on exposa la pintura "Squisito al selz" dedicada al "commendatore Campari". Aquest fet significarà l'inici d'una relació professional amb la coneguda empresa dels licors.

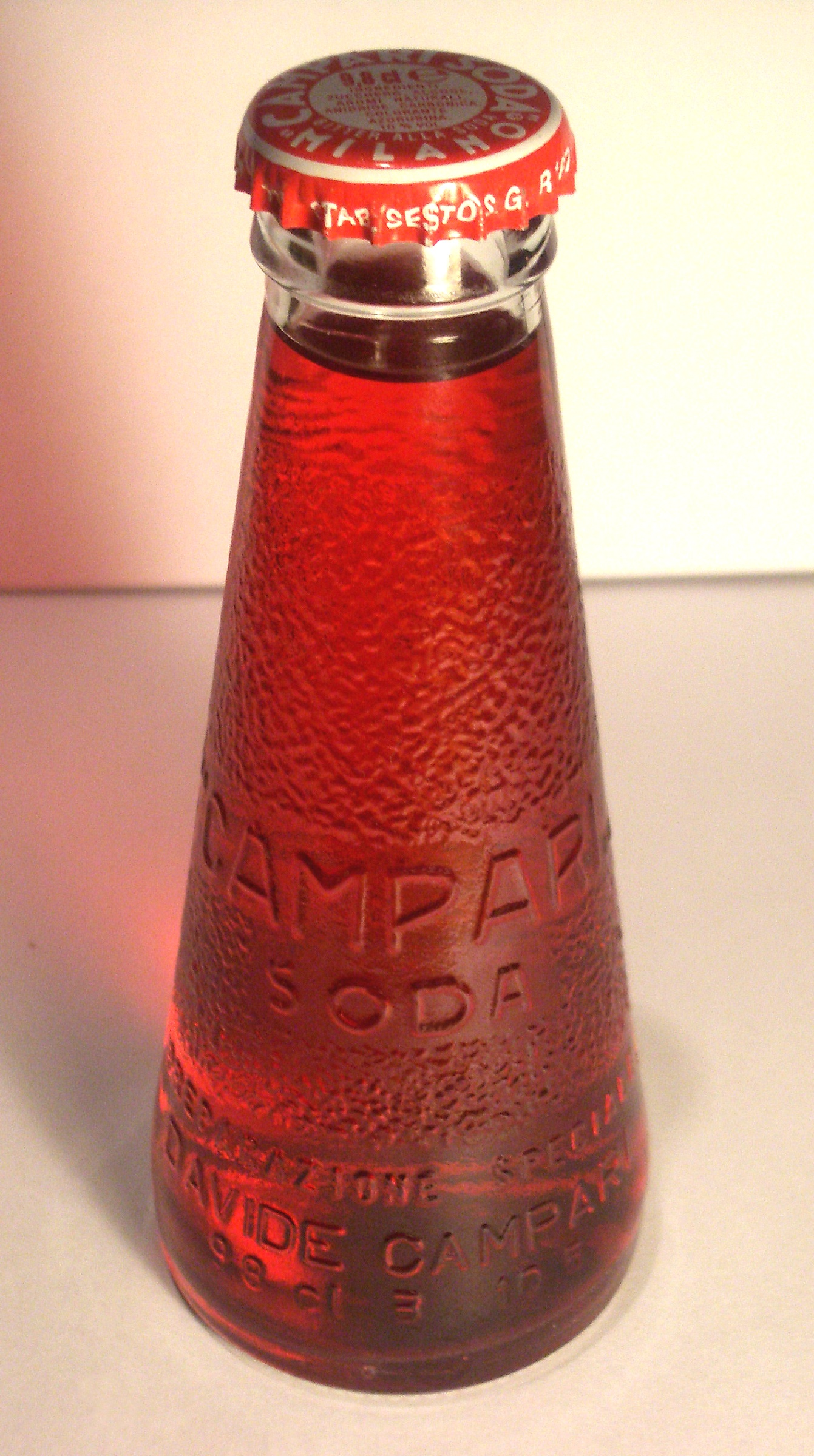
Ampolla de Campari dissenyada per Depero al 1932

L'any 1927 és un any crucial per Depero, perquè publica per la Dinamo-Azari de Milà la monografia Depero futurista, més conegut amb el nom de "Libro bullonato", per celebrar els 14 anys de militància en el Futurisme. Es tracta en general d'una evolució de la tipografia futurista iniciada per Marinetti una vintena d'anys abans, però de fet és el primer exemple de llibre-objecte. El volum es caracteritza per una paginació força variada, amb escrits alineats de moltes formes i amb pàgines de diferent gramatge i color. Tot això junt, gràcies a dos grans panys mecànics. Depero després participa en la II Exposició Internacional d'Art Decorativa de Monza amb "Padiglione Tipografico" per als editors Bestetti-Tumminelli i Treves. També participa en la Quadriennale de Torí, a la revisió dels Futuristes de Milà i prepara una exposició personal a Messina.
Entre 1924 i 1928 Depero treballa amb moltes empreses, entre elles lAlberti', la Schering i la ja citada Campari realitzant per aquesta última centenars de projectes publicitàries.
És convenient precisar que la relació que tenia Depero amb els anuncis va ser molt especial. Si en general la publicitat era molt ben vista pels Futuristes, i també, considerada "art nova del món modern", Depero en particular va ser qui la va recolzar amb major força fins a convertir-se en el més valorat cartellista publicitari dins dels Futuristes. Anys més tard, trobarà la manera de condensar el seu punt de vista amb el "Manifesto dell'arte pubblicitaria".

### De Rovereto a Nova York
El 1928, esperonat per les experiències exitoses dels col·legues, Depero es trasllada a Nova York amb la seva esposa Rosetta. Allà, viu a casa d'un amic, treballa sense descans amb l'esperança de fer-se una bona clientela. Prova d'exportar als EUA la idea de la Casa d'art futurista de Rovereto (que a Nova York es coneixerà com la Depero's Futurist House). Fa exposicions de pintura, realitza publicitat, projecta la decoració de restaurants, crea coreografia i vestuari pel teatre, dissenya cobertes de revistes, etc. En general, porta una activitat polièdrica que està perfectament en línia amb tot el que ha teoritzat fins llavors des de la redacció del manifest per la "Reconstrucció futurista de l'Univers".
Al començament del 1929, any del crack de Wall Street, Depero prepara la seva primera exposició de pintura a la Guarino Gallery of Contemporary Italian Art. El catàleg va ser compaginat segons els criteris adoptats també per altres exponents de l'avantguarda: amb el text sense puntuació i utilitzant tan sols les minúscules.
Més remunerats són els treballs que fa per al teatre, i encara més per la publicitat a Nova York també té l'¡oportunitat de retrobar un vell amic de joventut, Massine, que li presenta a Leon Leonidoff, director artístic del Roxy Theatre, amb el que col·laborarà poc després. Li encarreguen cobertes per importants revistes com "Vanity Fair", "Vogue", "Sparks", "The New Auto Atlas", "The New Yorker", "Dance Magazine" e "Movie Makers",i té l'oportunitat de realitzar anuncis per empreses com Macy's. A l'Octubre del 1929, prepara una exposició de treballs publicitaris per l'"Advertising Club". Gràcies a aquesta iniciativa és contractat per la BBDO, una de les més importants agències publicitàries del món.

### El Feixisme
Deixant Amèrica en plena recessió econòmica, Depero torna a Itàlia el 1930 i exposa amb el grup futurista a la "Quadriennale Nazionale d'Arte de Roma". Es troba però, amb un nou camí del futurisme "l'Aeropittura". L'any anterior ja havia subscrit el manifest més per fidelitat a la seva rivalitat amb Marinetti que no pas per veritable convicció.
Al començament dels anys trenta, Depero treballa per diversos diaris: "L'Illustrazione Italiana", "Il Secolo Illustrato", "Lo Sera".
El 1931 publica el "Manifesto dell'arte pubblicitaria Futurista", que ja tenia en projecte a Nova York el 1929. Segons Depero la imatge publicitària hauria de ser ràpida, sintètica, fascinant, amb grans fons i tintes de colors, per així augmentar la dinamicitat de la comunicació.
El 1932 exposa en una sala per ell sol, a la XVIII Biennal de Venècia, i després a la "V Triennale" de Milà. A Rovereto publica el 1933 una revista que traurà només 5 números: "Dinamo futurista", seguit el 1934 per "Linche Radiofònica", que portarà a l'EIAR (la RAI d'aleshores). El 1933 participa en l'"Exposició di Plastica Murale di Genova" i el 1936 de nou a la Biennal de Venècia. Cada cop es retira més sovint al Trentino.
El 1940 publica la seva autobiografia i el 1942 fa un gran mosaic per l'E42 de Roma, mentre que el 1943 amb A Passo Romano, prova d'explicar el seu alineament substancial amb la part més dinàmica del Feixisme, també per aconseguir treball i encàrrecs. Després a l'inici dels bombardeigs aeris sobre la ciutat, es retira al seu refugi de muntanya, a Serrada di Folgaria, deixant definitivament l'experiència de la Casa de l'art Futurista de Rovereto.
Acabada la guerra, amb la intenció de justificar-se davant el nou ordre de l'estat italià, pel seu llibre obertament feixista, afirma que ells, els Futuristes, creien fermament que el Feixisme hauria pogut concretar el triomf del Futurisme, i que ell, tenia també "necessitat de menjar".

### Els últims anys
El 1947, en part ajudat per la paperera Bosso, torna a provar l'anada a Amèrica, però la troba hostil al Futurisme perquè ha estat l'art del Feixisme.

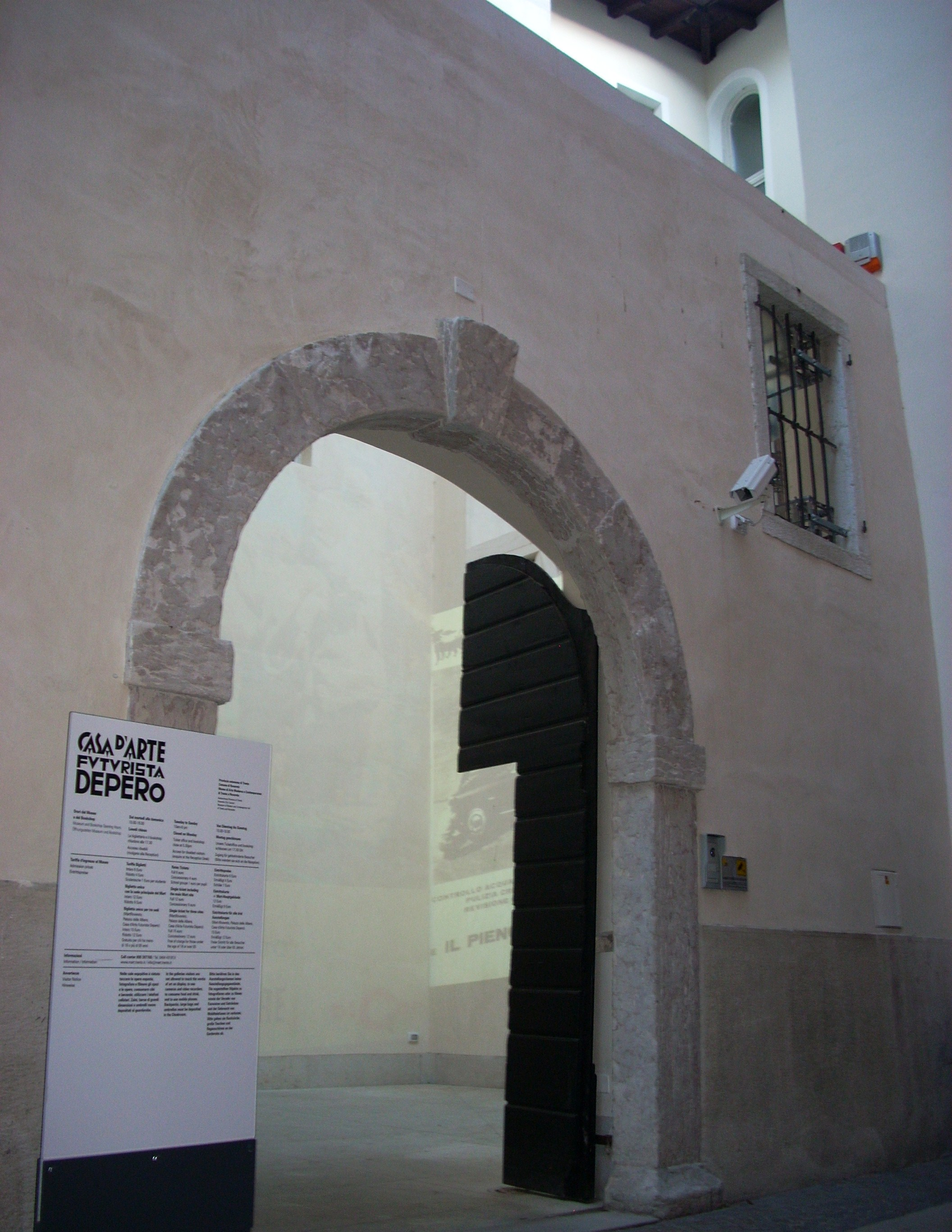
Museu - Casa d'Arte Futurista Depero a Rovereto

El 1949 torna de nou a Itàlia i encara que desil·lusionat i ja prop dels seixanta anys, no té intenció de parar-se i participa primer en una exposició a Milà i després en un altre a Venècia.
Durant els anys cinquanta (1949-1959) Depero s'afegeix al projecte de la Col·lecció Verzocchi sobre el tema del treball, enviant, un autoretrat i entre d'altres, l'obra "Tomio e telaio".
La Col·lecció Verzocchi està actualment conservada a la Pinacoteca Cívica de Forli.
El 1951 llença el seu manifest sobre l'art nuclear. Entre els any 1953 i 1956, prepara i decora la sala del Consell de la Província Autònoma de Trento.
Mentre el 1955 polemitza amb la Biennal de Venècia, acusant-la de censurar-lo a ell i al Futurisme després del 1916, publicant un fulletó ("Antibiennale") on contesta i anticipa les tendències de les futures crítiques que es faran sobre el Futurisme, en els anys posteriors.
El 1957 comença a enllestir, a Rovereto, la Galeria-Museu Depero dedicada a la seva obra, que veurà inaugurada dos anys més tard, el 1959.
Fortunato Depero mor a Rovereto el 29 de novembre del 1960.

(Pendent d'ampliació)

## Reconeixements
El 1965 se li dedica una retrospectiva en l'àmbit de la IX Quadriennale di Roma.
A partir del primers anys setanta ha començat la seva revalorització, no tan sols dels darrers anys, sinó també amb la superació dels molts prejudicis del conegut com a "segon Futurisme" (considerat com a filofeixista i menor respecte al primer Futurisme), on la totalitat de la seva obra ha estat inclosa.
Al 17 de gener de 2009, després d'una restauració, la Casa d'Arte Futurista Depero, ha reobert com a seu del museu MART de Rovereto. Al seu interior es conserven algunes de les obres mestres de Fortunato Depero.
La Casa d'Art Futurista Depero, és també seu d'exposicions temporals dedicades a artistes del segle xx, que hagin estat influenciats per la recerca artística de Depero, com Tulio Cralli o Alessandro Mendini.

## La Tècnica
Depero al començament feia els seus esbossos amb materials pobres (fils metàl·lics, vidre, cartró, papers fins) que contenien el somni d'una obra total, capaç d'incloure tots els llenguatges de la recerca artística, des de la pintura a l'escultura, i de la musica a l'arquitectura, construïts amb mecanismes capaços de fer-los moure com conjunts plàstics complexes, d'acord amb la teoria expressada al manifest de "Ricostruzione Futurista dell'Universo", per després sorgir dins la moda, començant a utilitzar teixits estampats amb l'art òptic, sobre la base de blancs i negres en retícules geomètriques, o del pop art, utilitzant també colors brillants per produir les seves acolorides armilles (panciotti).